# Festival di cinema africano di Verona 2007
L'edizione del Festival di Cinema africano di Verona del 2007 è la 27ª edizione del festival e si svolge a Verona dal 16 al 24 novembre 2007.

## Vincitori dell'edizione 2007

### Primo premio
- Africa Paradis, regia di Sylvestre Amoussou (2006)[2]

### Menzione speciale
- Ezra, regia di Newton Aduaka (2007)
- WWW: What a Wonderful World, regia di Faouzi Bensaïdi (2006)

### Premio Nigrizia
- Indigènes, regia di Rachid Bouchareb (2006)

### Premio del pubblico
- Il va pleuvoir sur Conakry, regia di Cheick Fantamady Camara (2006)

## Altri film presentati
- Andalucia, regia di Alain Gomis (2006)
- Bamako, regia di Abderrahmane Sissako (2006)
- Catch a Fire, regia di Phillip Noyce (2006)
- Comme les autres - Kif Loukhrin, regia di Mohamed Ben Attia (2006)
- Daratt - La stagione del perdono (Daratt), regia di Mahamat-Saleh Haroun (2006)
- Djay Diap, regia di Ismael Thiam - cortometraggio (2006)
- Humanitaire!, regia di Adama Rouamba - cortometraggio (2006)
- Juju Factory, regia di Balufu Bakupa-Kanyinda (2006)
- Kibera Kid, regia di Natan Collett - cortometraggio (2006)
- La pelote de laine, regia di Fatma Zohra Zamoum - cortometraggio (2005)
- Le Bon élève - Le Mali et nous, regia di Paolo Quaregna (2006)
- Le defunt, regia di Rachid El Ouali - cortometraggio (2006)
- Les Saignantes, regia di Jean-Pierre Bekolo (2007)
- Making Off, regia di Nouri Bouzid (2006)
- Menged, regia di Daniel Taye Workou - cortometraggio (2006)
- Retour à Gorée, regia di Pierre-Yves Borgeaud (2007)
- Ritorni, regia di Giovanna Taviani (2006)
- Si le vent soulève les sables, regia di Marion Hansel (2006)
- Tartina City, regia di Serge Issa Coelo (2006)